# Стефан Естерхази (1616–1641)
Гроф Стефан Естерхази од Галанта (мађ. Count István Esterházy de Galántha; Мукачево, 27. фебруар 1616. — Беч, 4. јул 1641), био је члан богате мађарске породице Естерхази, најстарији син палатина Миклоша Естерхазија и његове прве жене, баронице Оршоље Дершфи.
Његов отац је 1626. године добио грофовску титулу од цара-краља Фердинанда II, па су и његови потомци могли да користе титулу грофа. Гроф Стефан је умро 1641. године, док је његов отац још био жив. Његов млађи брат Ладислав постао је глава породице 1645. године.

## Породица
Гроф Стефан се 26. септембра 1638. године у Кишмартону (данас: Ајзенштат, Аустрија) оженио грофицом Ержебет Турзо (1621–1642), унуком племића Ђерђа Турзоа. Мајка Ержебет Турзо била је бароница Кристина Њари де Бедег, друга жена оца грофа Стефана. Стефан и Ержебет су мали ћерку:
- Оршоља (7. март 1641 – 31. март 1682.), која се удала за свог ујака Принц Пал I Естерхази 7. фебруара 1655.[1]